# Georgina March
Georgina March –conocida como Piggy March– (nacida como Georgina French, 12 de agosto de 1980) es una jinete británica que compite en la modalidad de concurso completo.
Ganó una medalla de oro en el Campeonato Mundial de Concurso Completo de 2018 y cinco medallas en el Campeonato Europeo de Concurso Completo entre los años 2009 y 2021.

## Palmarés internacional
| Campeonato Mundial | Campeonato Mundial      | Campeonato Mundial | Campeonato Mundial |
| Año                | Lugar                   | Medalla            | Categoría          |
| ------------------ | ----------------------- | ------------------ | ------------------ |
| 2018               | Tryon (Estados Unidos)  | Medalla de oro     | Por equipos        |
| Campeonato Europeo |                         |                    |                    |
| Año                | Lugar                   | Medalla            | Categoría          |
| 2009               | Fontainebleau (Francia) | Medalla de plata   | Individual         |
| 2011               | Luhmühlen (Alemania)    | Medalla de bronce  | Por equipos        |
| 2019               | Luhmühlen (Alemania)    | Medalla de plata   | Por equipos        |
| 2021               | Avenches (Suiza)        | Medalla de oro     | Por equipos        |
| 2021               | Avenches (Suiza)        | Medalla de plata   | Individual         |